# Jimmy Lemieux
Jimmy Lemieux (nacido Jean-Michel Lemieux) es un millonario hombre de negocios y empresario inmobiliario canadiense. También es conocido por colaborar con varias celebridades como Lil Jon, Steve Aoki, Tiësto, Pauly D, Jean Pascal, Tommy Trash, Fedde le Grand, Jonathan Huberdeau, CeCe Frey, etc. Jimmy también apareció en la serie de televisión Offre Acceptée emitida en Canal Vie.

## Primeros años y educación
Jimmy nació el 1 de julio de 1986 en Laval, Quebec, Canadá. Estudió Gestion de commerces (DEC) en el Collège Ahuntsic.
De 2012 a 2015, Jimmy completó diferentes formaciones en medios sociales. En 2017, recibió un Diploma de Corredor de Bienes Raíces Residenciales en el Campo de Estudio de Bienes Raíces (AEC) del Colegio de Bienes Raíces de Quebec.

## Carrera profesional
Jimmy empezó su carrera a una edad temprana como organizador de eventos. En 2004, fundó la empresa de organización de eventos A2Z Production. Su éxito en la organización de eventos le llevó a seguir una carrera en el sector inmobiliario.
Jimmy ha trabajado en uno de los mayores recintos, desde Ocean Drive en Saint-Eustache hasta Bal en Blanc en Center Bell, pasando por varios años en New City Gas, Moomba en Laval, Opera en Montreal, etc. Durante este tiempo, colaboró con varias celebridades, como el jugador de la NHL Reto Berra, Sven Andrighetto, Nikita Scherbak, Willy William, Martin Garrix, Deorro, Dada Life, Waka Flocka Flame, Dan Bilzerian, Andrew Rayel, etc.
También organizó una sesión inmobiliaria con Hugo Girard en Quebec. Estuvo en un acto benéfico con Mama Dion y llevó la Copa Stanley a un evento en colaboración con Martin St-Louis y Jonathan Bernier.
En 2008, también fue jurado del certamen Miss Hawaiian Tropic. En 2021, apareció en la portada de la edición internacional de la revista Top Agent.

## Reconocimientos
- Club Platino 2018
- Club Titán 2019
- 2019 Salón de la Fama
- 2020 Diamond Club
- 2021 Diamond Club (13.º mejor de Quebec)
- 2022 Diamond Club (9.º mejor de Quebec)
- 2023 Premio Titán (7.º mejor de Quebec)
- 2024 Premio a la Trayectoria